# 박찬승
박찬승(朴贊勝, 1957년 2월 24일 ~ )은 대한민국의 역사학자이다. 1979년 서울대학교 국사학과를 졸업하고, 서울대학교 대학원에서 1984년 석사 학위를, 1990년 박사 학위를 받았다. 1990년 목포대학교를 시작으로 충남대학교, 한양대학교에서 교수로 재직했다. 역사문화학회와 한국사회사학회, 한국사연구회에서 회장을 역임했다. 한국 민족주의, 독립운동, 근대사회사 등을 연구하였다.
저서로는 《한국근대정치사상사연구》, 《민족주의의 시대 일제 하의 한국민족주의》, 《근대이행기 민중운동의 사회사》, 《마을로 간 한국전쟁》과 《한국독립운동사》, 《세계사 속의 한국근현대사》 등이 있다.

## 저서
- 《한국근대 정치사상사연구》. 역사비평사. 1997. ISBN 9788976961037.
- 《광주학생독립운동과 나주》. 경인문화사. 2001. ISBN 9788949901176. (박만규, 김민영, 고석규 공저)
- 《근대이행기 민중운동의 사회사: 동학농민전쟁 · 항조 · 활빈당》. 경인문화사. 2008. ISBN 9788949905396.
- 《마을로 간 한국전쟁: 한국전쟁기 마을에서 벌어진 작은 전쟁들》. 돌베개. 2010. ISBN 9788971993965.
- 《한국독립운동사: 해방과 건국을 향한 투쟁》. 역사비평사. 2014. ISBN 9788976963291.
- 《혼돈의 지역사회 (상): 식민 · 분단 · 전쟁기 전남 지역의 사회사》. 한양대학교출판부. 2023. ISBN 9788972187783.
- 《혼돈의 지역사회 (하): 식민 · 분단 · 전쟁기 전남 지역의 사회사》. 한양대학교출판부. 2023. ISBN 9788972187790.